# Mappa mundi
Mappa mundi, fr. mappemonde (w dosłownym tłumaczeniu płótno świata, jako że pierwsze mapy kreślone były na płótnie) – typ najwcześniejszej, średniowiecznej mapy, przedstawiającej cały znany ówcześnie świat.
Wprawdzie pierwsze mapy pochodzą z IV wieku n.e., za twórcę tego typu mapy uchodzi jednak hiszpański mnich Beatus (ok. 730-800), który przedstawił świat w ten sposób w pracy Commentaria in Apokalypsin z 776 roku. Jego oryginalne dzieło zaginęło i znane jest tylko z późniejszych kopii. Starannie wykonane i bogato zdobione, mappae mundi treściowo uzależnione były od map typu O-T i podobnie jak one przedstawiały wizję świata (tj. trzech znanych ówcześnie kontynentów: Europy, Azji i Afryki) przede wszystkim zgodnie z doktryną Kościoła, lekceważąc aspekt merytoryczny. 
Mappae mundi orientowane były w kierunku wschodnim i przedstawiały Ziemię jako oblany Oceanem okrąg z Jerozolimą jako centrum. Pozbawione siatki kartograficznej i jakiejkolwiek podstawy matematycznej ukazywały mocno zniekształcone kontury lądów. Bogate w treść podawały szczegółowe informacje fizycznogeograficzne na temat rzek, gór, krain i ludów. Informacje te jednak pozbawione były w większości wartości merytorycznej, przepełnione warstwą mitologiczną i legendarną.
Do czasów nam współczesnych zachowało się blisko 600 mappae mundi, ale tylko mapa z Hereford z roku około 1290, przechowywana w katedrze w Hereford w Anglii, nosi oficjalnie nazwę Mappa Mundi. Na mapie tej, obok licznych wyobrażeń religijnych, znalazł się zapis informujący, że „pomiary świata” (niezależnie, co termin ten mógł oznaczać) zapoczątkowane zostały za Cezara i że pomiarów owych dokonać mieli Nicodoxus (wschód), Theodoxus (północ i zachód) i Policlitus (południe).
W średniowieczu weszły do użycia dwa nowe typy map: mapy traktów lądowych i portolany – służące praktycznej nawigacji mapy wybrzeży. W związku z ich praktycznym przeznaczeniem nie były tak bogato zdobione.

## Przykładowemappae mundi

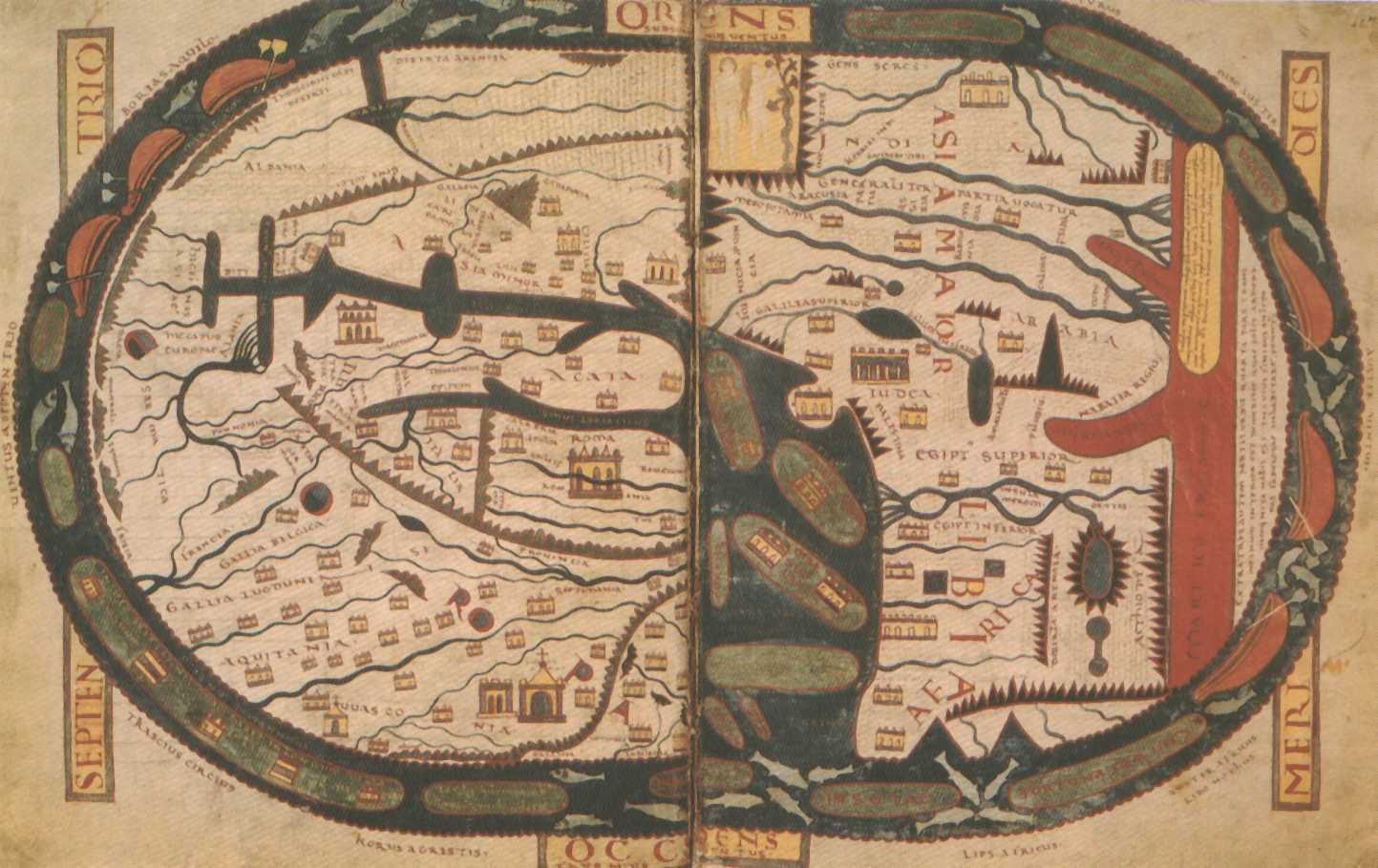
XI-wieczna kopia mapy Beatusa
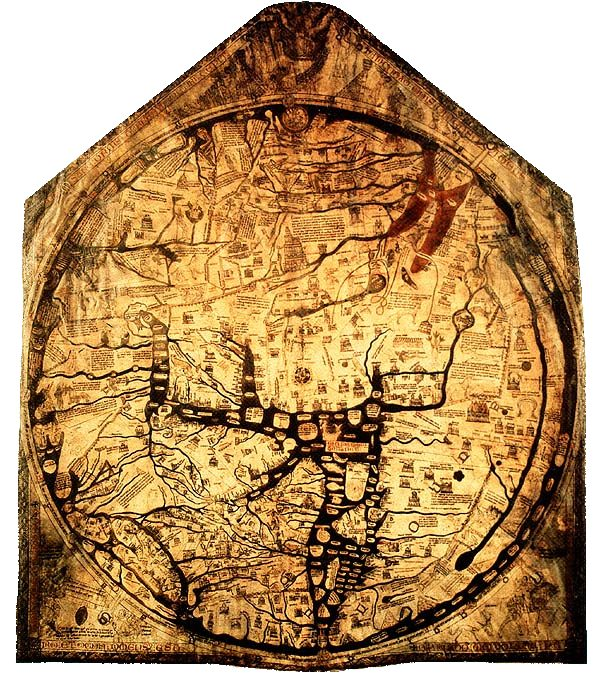
Mapa z Hereford
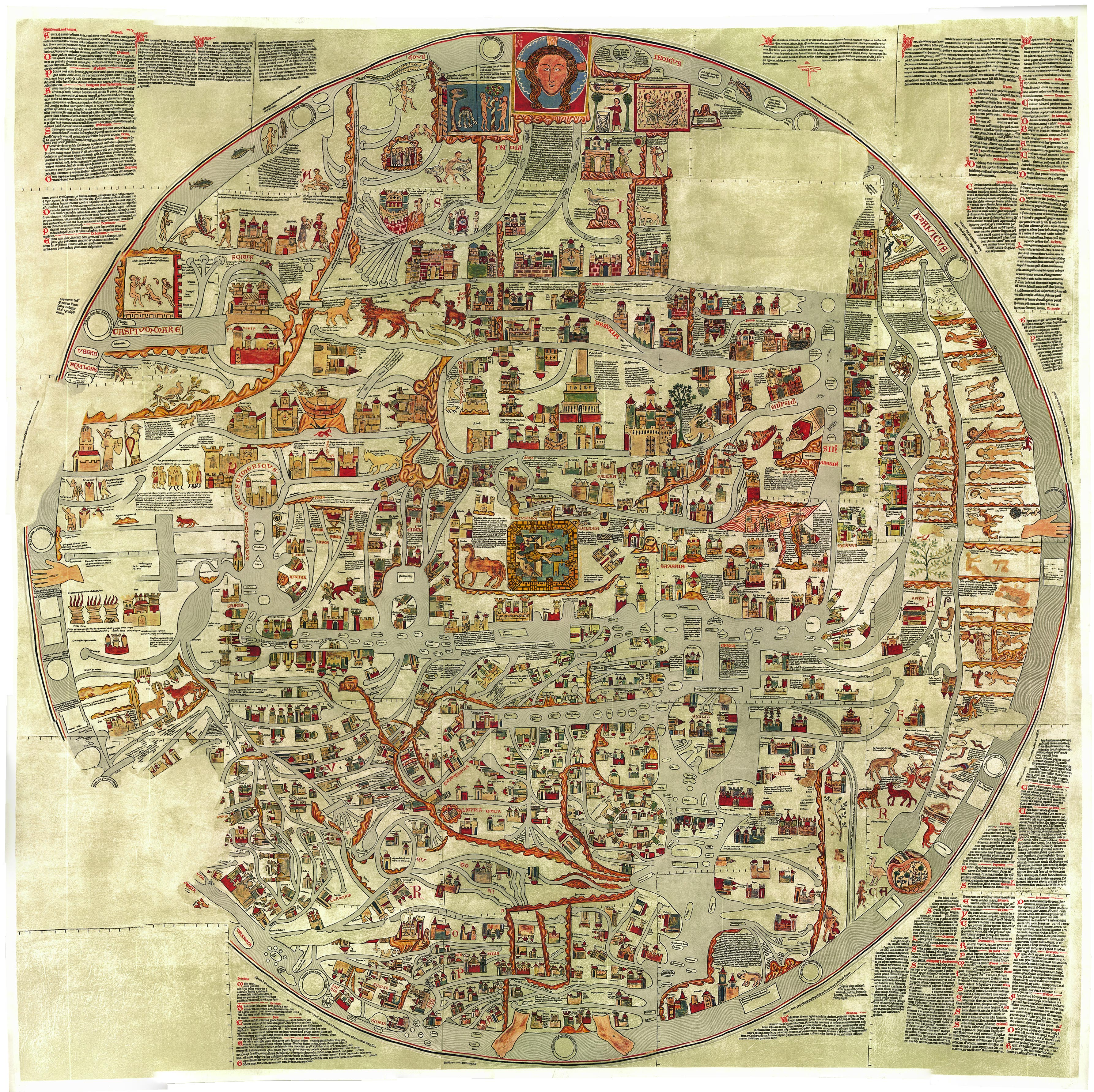
Mapa z Ebstorf